# Грёвдаль, Каролина
Каролина Бьеркели Грёвдаль (норв. Karoline Bjerkeli Grøvdal) — норвежская легкоатлетка, которая специализируется в беге на длинные дистанции и стипльчезе. Чемпионка Европы 2024 года в полумарафоне, трёхкратный призёр чемпионатов Европы по лёгкой атлетике 2016, 2018 и 2024 годов, многократная чемпионка Европы по кроссу. Участница трёх Олимпиад (2012, 2016, 2020).

## Карьера
Бронзовая призёрка чемпионата мира среди юношей 2007 года на дистанции 2000 метров с препятствиями. Чемпионка Норвегии 2006, 2009 и 2010 годов в беге на 3000 метров с препятствиями. Выступала на Олимпиаде 2012 года на дистанции 5000 метров, но не смогла выйти в финал. Также заняла 13-е место на чемпионате мира в Москве в беге на 5000 метров.
Выступала на чемпионате мира по кроссу 2010 года, но не смогла закончить дистанцию.
Признана лучшей легкоатлеткой Европы 2009 года в номинации «Восходящая звезда».
В 2022 году установила новый норвежский рекорд в беге на 5000 метров (14.31.07 мин.), побив рекорд Ингрид Кристиансен 1986 года (14.37.33 мин.).
В июне 2024 года на чемпионате Европы по лёгкой атлетике в Риме завоевала серебро на дистанции 5000 метров с результатом 14:38.62. Через день праздновала победу в полумарафоне. 